# 高木淳
高木淳（日语：／ Takagi Jun，1963年—），日本男性動畫演出家、動畫導演。出身於東京都。日本動畫所屬。

## 來歷
高木淳畢業於日本大學藝術學院電影學系導演專業，畢業後加入日本動畫。
他執導的《小迷糊貝貝》榮獲2007年日本新媒體動漫藝術節動畫部門優秀奬。
2007年，他接替須田裕美子擔任《櫻桃小丸子 (第2期)》的導演。當時，須田導演的職務剛結束不久就離開了團隊，所以並沒有太多的交接，他擔任導演後就按照自己的方式做事。對此進行採訪的
《Anime！Anime！》總結道「須田判斷他非常理解作品的世界觀，因為他之前曾多次負責該作品的演出工作」。

## 參加作品

### 電視動畫
1987年
- 愛的小婦人物語（演出助手）

1988年
- 小公子西迪（演出助手）

1989年
- 彼得潘的冒險（演出補）

1990年
- 櫻桃小丸子 (第1期)（—1992年，分鏡、演出、演出助手）

1992年
- 南國少年奇小邪（—1993年，導演、分鏡、演出）

1993年
- 小婦人物語 南與喬老師（分鏡、演出）

1994年
- 七海的堤可（導演、分鏡、演出）

1995年
- 櫻桃小丸子 (第2期)（1995年—，導演[注 1]、分鏡、演出）

1996年
- 無家可歸的孩子蕾米（分鏡、演出）

1997年
- 中華一番！（—1998年，導演補[注 2]、分鏡、演出）
- 櫻桃子劇場 可吉可吉（—1999年，導演、分鏡、演出）

1999年
- 未來少年柯南II（日语：未来少年コナンII タイガアドベンチャー）（—2000年，分鏡）

2000年
- 咕嚕咕嚕魔法陣 心跳♡傳說（導演、分鏡、演出）

2001年
- 神鵰俠侶（—2002年，導演[注 3]、分鏡）

2003年
- PAPUWA（—2004年，監修）

2006年
- 貝貝生活日記 (第1系列)（日语：ペネロペ (絵本)#アニメ）（導演、分鏡）

2009年
- 貝貝生活日記 (第2系列)（日语：ペネロペ (絵本)#アニメ）（導演、分鏡）

2010年
- 卡魯魯與不可思議之塔（日语：カルルとふしぎな塔）（導演）

### 電影動畫
1997年
- 機關車先生（日语：機関車先生）（演出助手）

2015年
- 櫻桃小丸子：來自義大利的少年（導演[3]）

### OVA
1996年
- 我是國王（日语：ぼくは王さま）（導演）

## 腳註

## 相關項目
- 日本動畫師列表（日语：アニメ関係者一覧）
- 日本動畫